# Wolter von Plettenberg

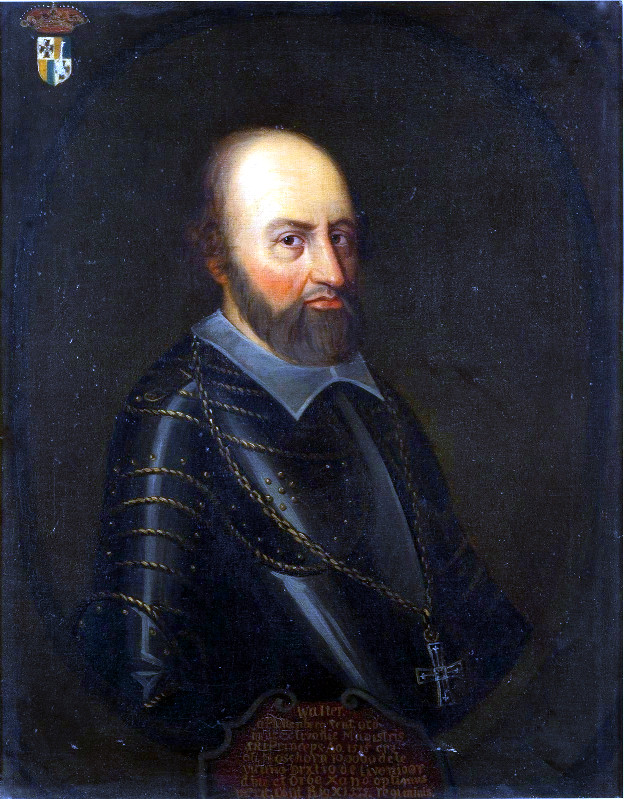
Gemälde Wolter von Plettenbergs um 1700

Wolter von Plettenberg (* um 1450 auf Burg Meyerich, Herzogtum Westfalen, heute Welver-Meyerich; † 28. Februar 1535 in Wenden, lettisch Cēsis, Livland) war der bedeutendste Landmeister in Livland des Deutschen Ordens.

## Leben

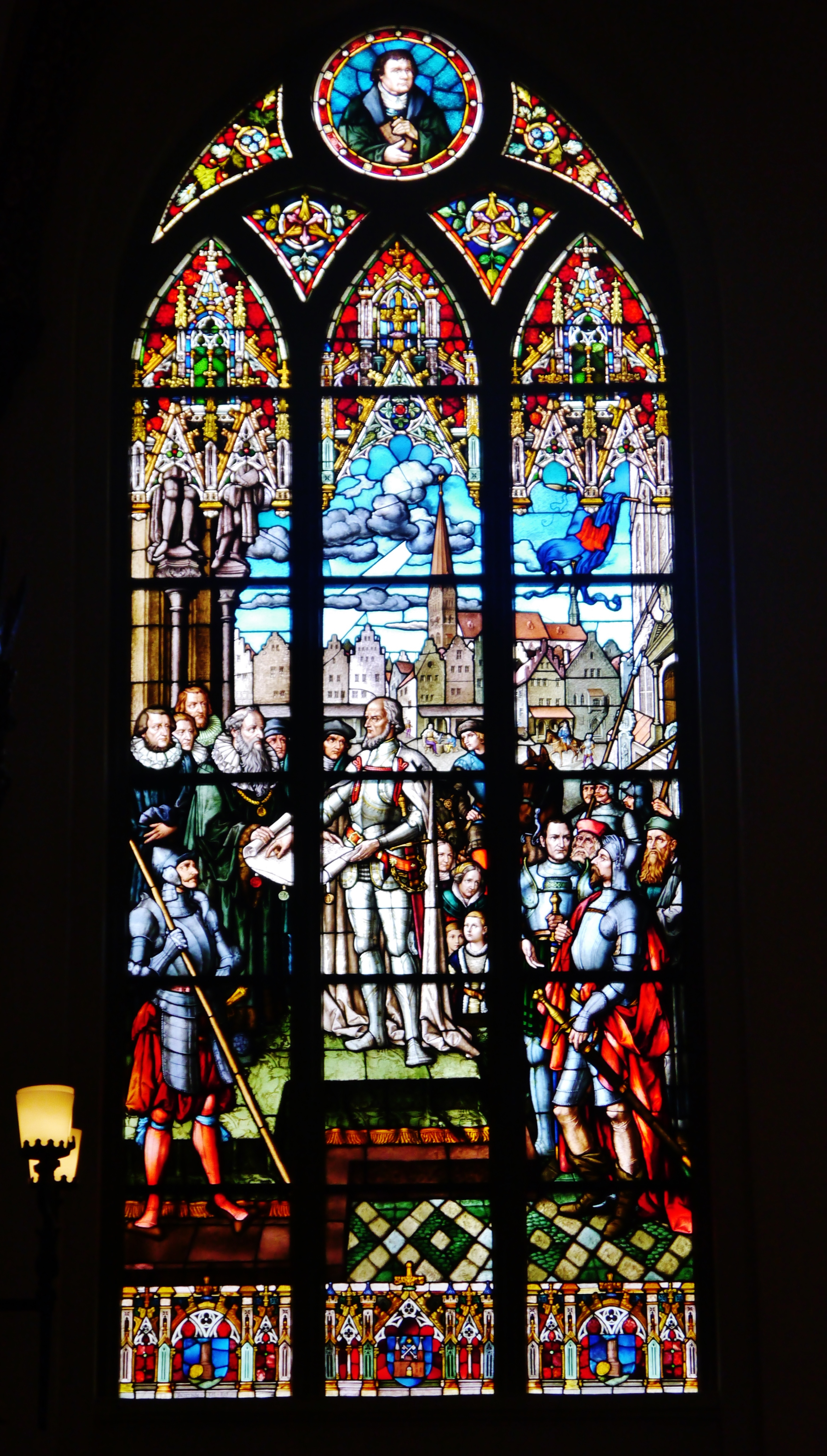
Wolter von Plettenberg gewährt Riga die Religionsfreiheit (Buntglasfenster im Dom zu Riga)

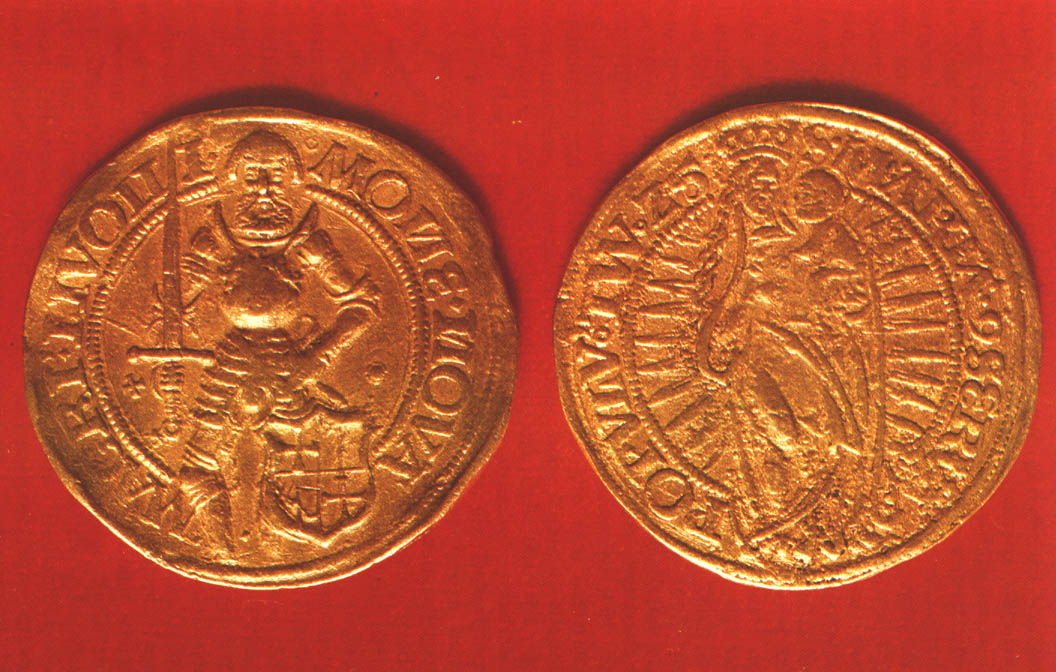
10-Dukaten-Münze des Landmeisters Wolter von Plettenberg

Er stammte aus dem weitverzweigten westfälischen Adelsgeschlecht der Herren von Plettenberg. Einige Jahrzehnte vor seiner Geburt war seine Familie vom Kölner Erzbischof als Herzog von Westfalen mit der Burg Meyerich bei Soest belehnt worden, auf der er 1450 geboren wurde. Im Alter von ca. 14 Jahren trat er, wie acht andere Familienmitglieder, in den livländischen Zweig des Deutschen Ritterordens ein. In Riga bekleidete er ab 1481 das Amt des obersten Finanzbeamten des Ordens in Livland. Landmeister Johann Freitag von Loringhoven (1485–1494) ernannte ihn 1489 zum livländischen Landmarschall. In dieser Position siegte er am 30. März 1491 in der Schlacht von Neuermühlen (lettisch: Ādaži) über die Truppen des Erzbischofs von Riga und der Stadtmark Riga. Damit legte Plettenberg die entscheidende Grundlage für die Einigung Altlivlands.
Nach dem Tod des Landmeisters Loringhoven wurde er am 7. Juli 1494 zu dessen Nachfolger gewählt. Nachdem Livland an der Seite des Großfürstentums Litauen in den Russisch-Litauischen Krieg 1500–1503 eintrat, siegte von Plettenberg in der Schlacht an der Seriza am 27. August 1501 mit einem aus Ordensrittern, Landsknechten und lettischen und estnischen Bauern bestehenden Heer über das Herr des russischen Großfürsten Iwan III. Aufgrund der sich in Plettenbergs Heer in der Folge ausbreitenden Ruhr konnte dieser Erfolg jedoch nicht genutzt werden. Es folgte eine Niederlage in der Schlacht bei Helmed und die erfolglose Belagerung von Pskow. Auf dem Rückzug konnte das vereinte Heer der altlivländischen Stände unter dem Befehl Plettenbergs in der Schlacht am Smolinasee am 13. September 1502 einen Angriff der Russen abwehren.
Mit äußerster Klugheit setzte Wolter von Plettenberg nach dem Friedensschluss mit Iwan III. von 1503 die besonnene Politik seines Vorgängers Freytag von Loringhofen fort. Seine Entscheidung, den livländischen Kirchen die Durchführung von Gottesdiensten nach lutherischem Vorbild zu gewähren, ermöglichte ab 1522 die unblutige Einführung der Reformation in Livland bei Deutschen, Esten und Letten. Plettenberg selbst blieb jedoch zeitlebens katholisch. 1529 wurde Wolter von Plettenberg, in seiner Funktion als Landmeister von Livland, zum Reichsfürsten erhoben.
Wolter von Plettenbergs Wirken verdankte Livland eine fast sechzigjährige Friedenszeit, die zu einer günstigen ökonomischen und demographischen Entwicklung auf dem Gebiet der heutigen Staaten Estland und Lettland führte. Erst 1558, 23 Jahre nach Plettenbergs Tod, eröffnete Iwan IV. von Moskau den Livländischen Krieg, der 1561 zum Untergang Altlivlands führen sollte.

## Gedenken
An der Fassade des 1867 fertiggestellten Hauses der Livländischen Ritterschaft in Riga wurde eine Skulptur angebracht, die Wolter von Plettenberg darstellt.